# Alfred Léon Gérault-Richard
Alfred Léon Gérault, dit Gérault-Richard, né à Bonnétable (Sarthe) le 11 octobre 1860 et mort à Fréjus (Var) le 7 décembre 1911, est un journaliste et homme politique socialiste français, qui fut député de 1895 à 1898 puis de 1902 à 1911.

## Biographie
Issu d'une famille de paysans, il est d'abord menuisier au Mans, puis à Paris, où ses chansons paysannes et socialistes lui valent une certaine réputation dans le quartier de Montmartre. Le communard Prosper-Olivier Lissagaray lui ayant offert un poste à La Bataille, il commence à contribuer aux journaux progressistes, en particulier à La Petite République, dont il devient rédacteur en chef en 1897. Il se bat en duel contre l'écrivain Dick de Lonlay lors de l'épisode boulangiste.

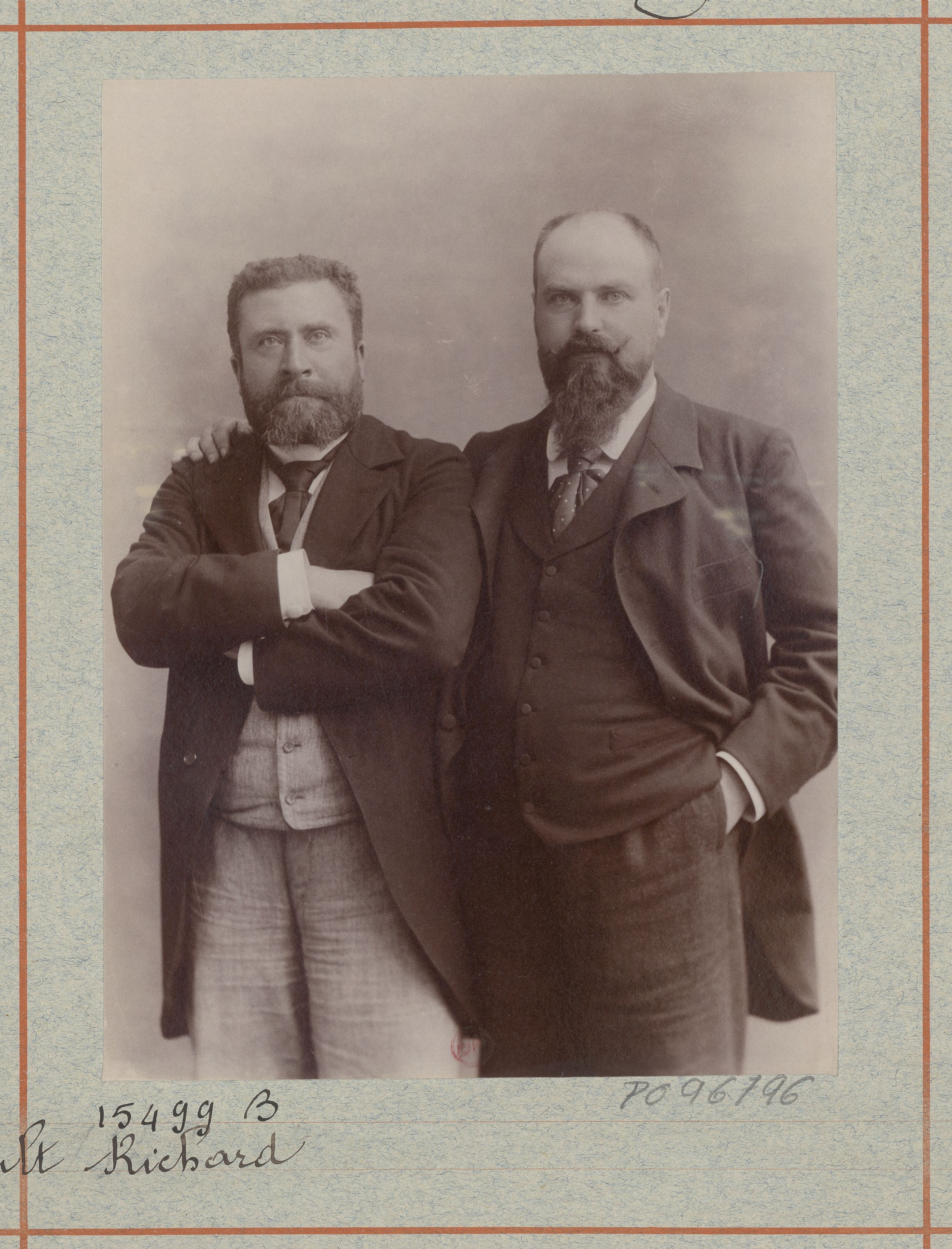
Gérault Richard (droite) et Jean Jaurès (gauche) vers 1895 photographiés par Nadar.

En 1893, il fonde Le Chambard socialiste, mais une attaque personnelle contre le président Jean Casimir-Perier lui vaut un séjour en prison d'un an en 1894, à l'issue d'un procès où il est défendu par Jean Jaurès. En janvier 1895, il est élu député socialiste du XIIIe arrondissement de Paris, et se rend à Carmaux (Tarn) lors des grèves de la fin 1895, avec Jean Jaurès et Arthur Groussier. Il y fait l'objet d'une enquête pour entrave à la liberté du travail, abandonnée par la suite. De mai 1897 à mai 1906, il dirige La Petite République socialiste. Mais Jean Jaurès, qui co-dirige avec lui ce quotidien, fonde L'Humanité en 1904 et se sépare de Léon Gérault-Richard. Les divergences idéologiques entre les deux hommes se manifestent encore en 1905, quand Gérault-Richard refuse de faire partie de la SFIO, en particulier à cause des thèses antipatriotiques de Gustave Hervé cautionnées par Jaurès. Il est violemment attaqué dans quatre articles d’André Morizet parus en première page de L’Humanité, en juin 1910, sous le titre « Un roman colonial ». Ces attaques autorisent Charles Péguy dans Notre Jeunesse, en juillet 1910, à fustiger « l’ingratitude de Jaurès » envers Gérault-Richard « qui pendant huit ans s’est battu pour lui ».
Aux élections de 1898, Gérault-Richard est battu mais il est élu trois fois (1902-1906, 1906-1910, 1910-1914) en Guadeloupe, dans des conditions qui ne laissent aucun doute sur leur irrégularité. Il avait été intronisé par le député Hégésippe Jean Légitimus, lui-même élu en 1898. Craignant de ne pas être réélu en raison de sa politique d'entente capital-travail, Légitimus lui avait laissé la circonscription de Basse-Terre pour se faire élire dans celle de Pointe-à-Pitre. Le passage de Gérault-Richard en Guadeloupe fut marqué par les candidatures officielles, la fraude et la violence électorales.[réf. nécessaire] Ayant lâché Légitimus, Gérault-Richard parvint à renouveler son mandat grâce au contrôle exercé sur un gouverneur qui mit gendarmes et marins à son service. Le 25 mars 1906, durant une période de troubles à la Guadeloupe consécutifs au renouvellement de ce mandat, le gendarme Louis Dudragne sauve la vie de M. Le député, qui était en fuite à bord d'un train en direction de Capesterre, sous le feu des émeutiers. La réputation sulfureuse qu'il s'était acquise à Paris ne fut en rien rehaussée par la façon dont il défraya la chronique en Guadeloupe. En février 1907, il lance Messidor, repris en octobre 1908 par Paris-Journal : sous sa direction, ce quotidien se consacre à la vie littéraire et artistique, avec la collaboration d’Alain-Fournier.
En 1901, il se bat en duel avec le royaliste Léon Daudet.
Gérault-Richard est l'un des rédacteurs de l’Histoire Socialiste : 1789-1900 publiée sous la direction de Jean Jaurès en 1901.

## Sources
- « Alfred Léon Gérault-Richard », dans le Dictionnaire des parlementaires français (1889-1940), sous la direction de Jean Jolly, PUF, 1960 [détail de l’édition]